# Куриловка (Нежинский район)
Куриловка (укр. Курилівка) — село в Нежинском районе Черниговской области Украины. Население 252 человека. Занимает площадь 1,07 км². Расположено на реке Хыма.
Код КОАТУУ: 7423380404. Почтовый индекс: 16652. Телефонный код: +380 4631.

## Власть
Орган местного самоуправления — Безугловский сельский совет. Почтовый адрес: 16652, Черниговская обл., Нежинский р-н, с. Безугловка, ул. Горького, 60а.